# Gall de les artemises gros
El gall de les artemises gros (Centrocercus urophasianus) és una espècie d'ocell de la subfamília dels tetraonins, dins els fasiànids (Phasianidae) que habita hàbitats oberts del quadrant nord-occidental dels Estats Units i zona colindant del Canadà al sud-est d'Alberta, i el sud-oest de Saskatchewan. Se'l coneixia simplement com a gall de les artemises fins que el gall de les artemises de Gunnison va ser reconegut com una espècie separada l'any 2000. La població del gall de les artemises de la conca Mono també pot ser diferent.
El gall de les artemises gros és un resident permanent als seus llocs de reproducció, però pot moure's distàncies curtes a elevacions més baixes durant l'hivern. Fa ús d'un complex sistema de lek en l'aparellament i nidifica a terra sota arbusts o herbes. S'alimenta a terra, menjant principalment artemisa però també altres plantes i insectes. El gall de les artemises gros no té un pap musculós i no és capaç de digerir les llavors dures com altres galls.
L'espècie està en declivi en tota la seva distribució a causa de la pèrdua d'hàbitat, i ha estat reconeguda com a amenaçada o gairebé amenaçada per diverses organitzacions nacionals i internacionals.

## Descripció
Els galls de les artemises grossos adults tenen una cua i potes llargues i punxegudes amb plomes fins als dits. El mascle adult té una taca groga sobre cada ull, és grisenc a la part superior amb un pit blanc, i té la gola marró fosc i el ventre negre; dos sacs groguencs al coll s'inflen durant el festeig. La femella adulta és de color gris-marró tacat amb la gola marró clar i el ventre fosc. Els mascles adults oscil·len entre 26 i 30 polzades de llargada i pesen entre 4 i 7 lliures. Les femelles adultes són més petites, oscil·len entre 19 i 23 polzades de llargada i pesen entre 2 i 4 lliures.

## Distribució i hàbitat
Els galls de les artemises grossos són els residents obligats de l'ecosistema d' armisia (Artemisia spp.), normalment habitant les comunitats d' artemisia -herbaries o de ginebre (Juniperus spp.). Els prats envoltats d'artemisia es poden utilitzar com a zones d'alimentació. L'ús de prats amb una coberta de coronament d'artemisia plateada (Artemisia cana) és especialment important a Nevada durant l'estiu.
El gall de les artemises gros es produeix a tota la zona ocupada per l'Artemisia tridentata, excepte a la perifèria. El gall de les artemises gros refereix les comunitats d''artemisa gran de muntanya (A. t. ssp. vaseyana) i les comunitats d'artemisa gran de Wyoming (A. t. ssp. wyomingensis) a les comunitats d'artemisa gran (A. t. ssp. tridentata).
Els tipus de coberta d'artemisa que no siguin els grans d'artemisa poden complir els requisits d'hàbitat més grans de l'artemis; de fet, el gall de les artemises pot preferir altres tipus de cobertes d'artemisa a les grans d'artemis. Per exemple, els galls de les artemises gros a Antelope Valley, Califòrnia, utilitzen tipus de coberta d'artemisa negra (A. nova) amb més freqüència que els tipus de cobertes d'artemisa més comuns. Les gallines amb cries al National Antelope Refuge d'Oregon es van trobar amb més freqüència (54-67% de les observacions) a la coberta d'artemisa baixa (A. arbuscula). L' hàbitat dels arbustos del desert també pot ser utilitzat pel gall de les artemises gros.
Les comunitats d'artemisa que donen suport al gall de les artemises gros inclouen l'artemisa platejada i l'artemisa amb serrells (A. frigida).
La seva distribució històrica abastava 16 estats americans i Alberta, Colúmbia Britànica i Saskatchewan al Canadà. Entre 1988 i 2012, la població canadenca va disminuir un 98%. L'any 2012, van ser desplaçats de la Colúmbia Britànica i només quedaven poblacions restants a Alberta amb 40 a 60 ocells adults, i a Saskatchewan amb només 55 a 80 ocells adults. El 2013, el gall de les artemises també va ser desplaçat de cinc estats dels EUA. L'any 2013, el governador canadenc en consell en nom del ministre de Medi Ambient, en virtut de la Llei d'espècies en risc, va annexar una ordre d'emergència per a la protecció del gall de les artemises gros.

## Ecologia

### Sistema d'aparellament Lek

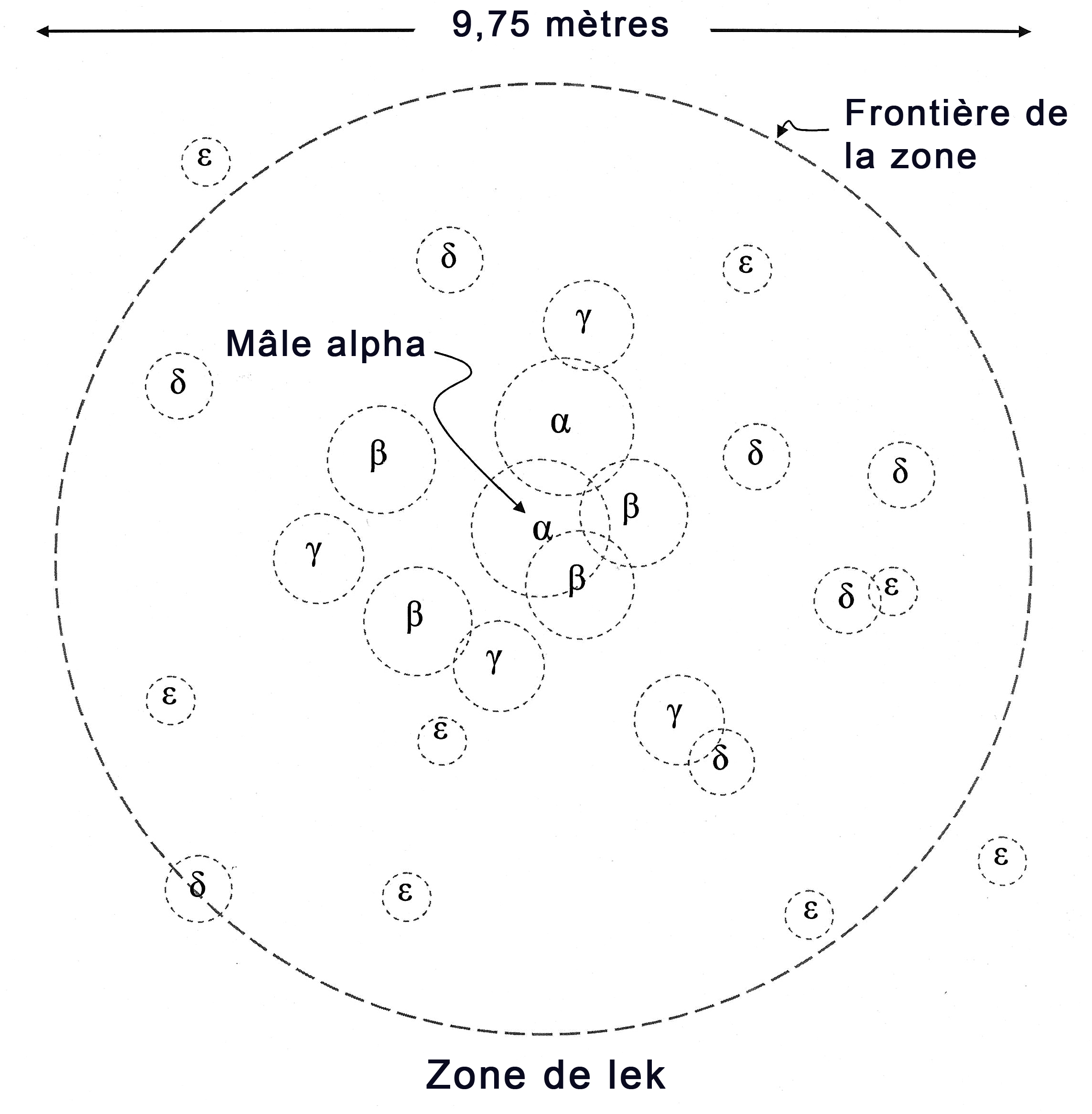
Espai d'aparellament Lek, en el qual cada mascle guarda un territori d'uns pocs metres de mida mitjana, i en el qual els mascles dominants poden atraure cadascun fins a vuit femelles. A més, cada individu es mostra amb variacions en l'espai personal (bombolles), per la qual cosa els individus de rang superior tenen bombolles d'espai personal més grans. Els leks d'ocells comuns solen tenir entre 25 i 30 individus. Una jerarquia estricta atorga als homes de primer rang més desitjables el territori central més prestigiós, amb aspirants sense classificació i menys a l'exterior. Les femelles arriben a aquests escenaris per triar parella quan s'ha establert la jerarquia dels mascles, i s'aparellen preferentment amb els dominants al centre.

Els galls de les artemises grossos són notables pels seus elaborats rituals de festeig. Cada primavera, els mascles es reuneixen en leks i fan una "exhibició de pavonejar". Grups de femelles observen aquestes exhibicions i seleccionen els mascles més atractius amb els quals aparellar-se. El mascle dominant situat al centre del lek normalment copula amb al voltant del 80% de les femelles del lek. Els mascles actuen en leks durant diverses hores al matí i al vespre durant la primavera.  Els homes es reuneixen en leks als jutjats, normalment entre finals de febrer i abril. Només uns quants mascles dominants, normalment dos, es reprodueixen. Els comportaments d'aparellament del gall de les artemises són complexos. Després de l'aparellament, la gallina abandona el lek cap al lloc de nidificació.
Com a leks s'utilitzen zones obertes com ara aiguamolls, camps de regadiu, prats, cremades, vores de camins i zones amb coberta baixa i escassa d'artemisa.  De 45 leks, 11 estaven en crestes escombrades pel vent o monts exposats, 10 estaven en artemisa plana, set en obertures nues i els 17 restants estaven en diversos altres tipus de llocs. Leks solen estar envoltats d'àrees amb un 20 a 50% de coberta d'artemisa, amb artemisa de no més d'1 peu (30 cm) d'alçada. L'assistència diària de lek al matí per part del mascle pot variar considerablement entre anys, amb una assistència menor els dies amb precipitació.

### Selecció de niu

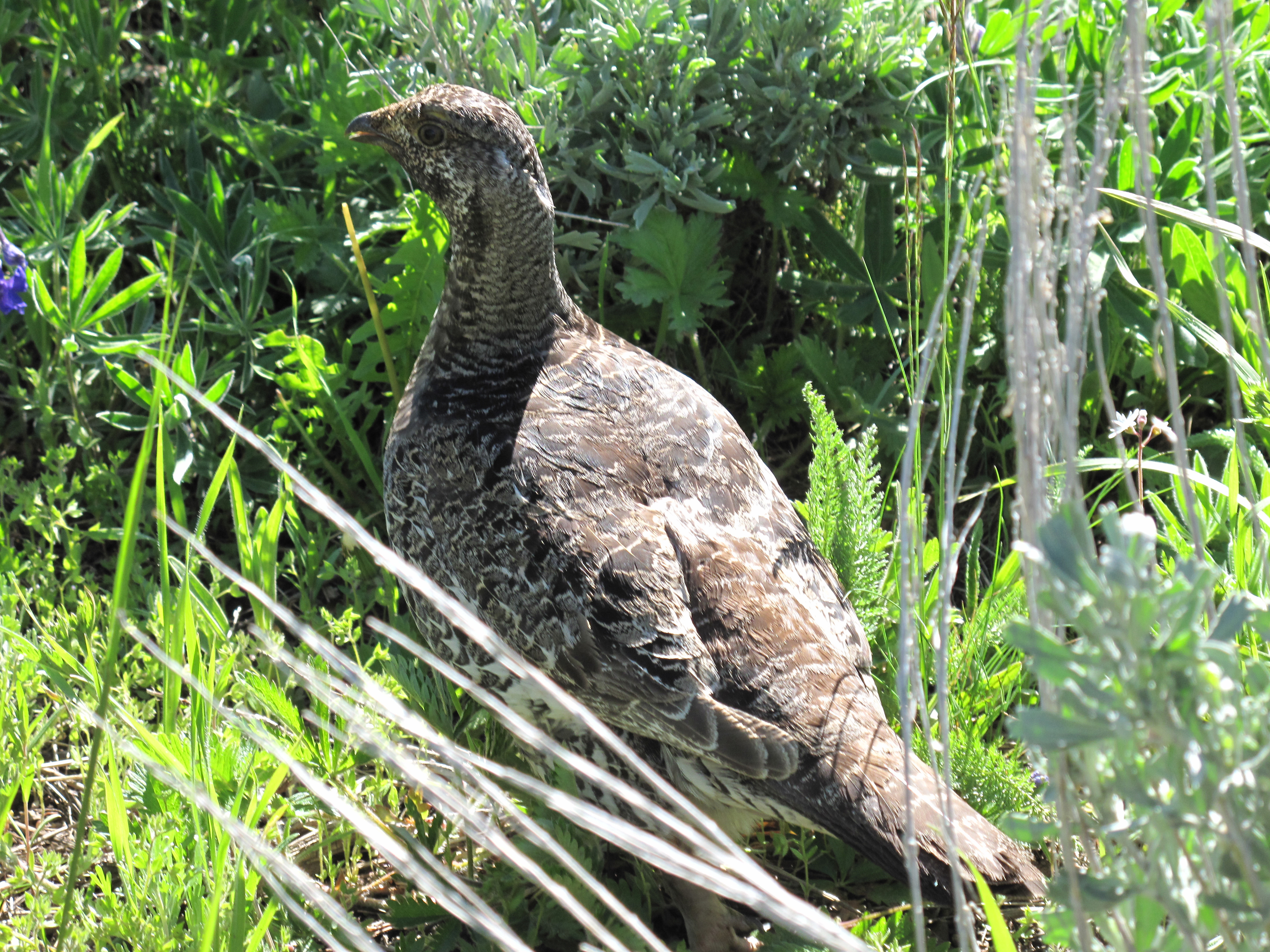
Una femella de gall de les artemises gran

Els galls de les artemises grossos es dispersen a les zones que envolten els leks per nidificar. En un estudi de la selecció d'hàbitats per part del mascle del gall de les artemises al centre de Montana durant l'època de reproducció, es va registrar l'alçada de l'artemisa i la coberta del dosser a 110 llocs d'alimentació diürna i de pausa dels galls. Al voltant del 80% de les ubicacions es van produir en artemisa amb una coberta del 20-50%. En un altre estudi de Montana, cobertura d'artemisa va tenir una mitjana del 30% en una àrea d'ús de galls, i no es va observar cap gall a les zones amb menys del 10% de coberta del dosser.
Algunes femelles probablement viatgen entre leks. Al comtat de Mono, Califòrnia, el territori de les femelles marcades durant un mes de la temporada de reproducció era de 750 a 875 acres (304 a 354 ha), una àrea suficient per incloure diverses leks actives. L'ADN de les plomes caigudes a les leks va mostrar que al voltant de l'1% dels galls poden viatjar llargues distàncies per explorar àrees de reproducció de fins a 120 milles de distància, un tipus de dispersió a llarga distància que pot augmentar les poblacions i temperar la consanguinitat.
Entre una setmana i deu dies després de la cria, la gallina construeix un niu als voltants del lek. Les gallines solen nidificar a prop dels terrenys de lekking,  però s'ha observat que algunes gallines volen fins a 20 milles (32 km) fins a llocs favorables per a la nidificació.

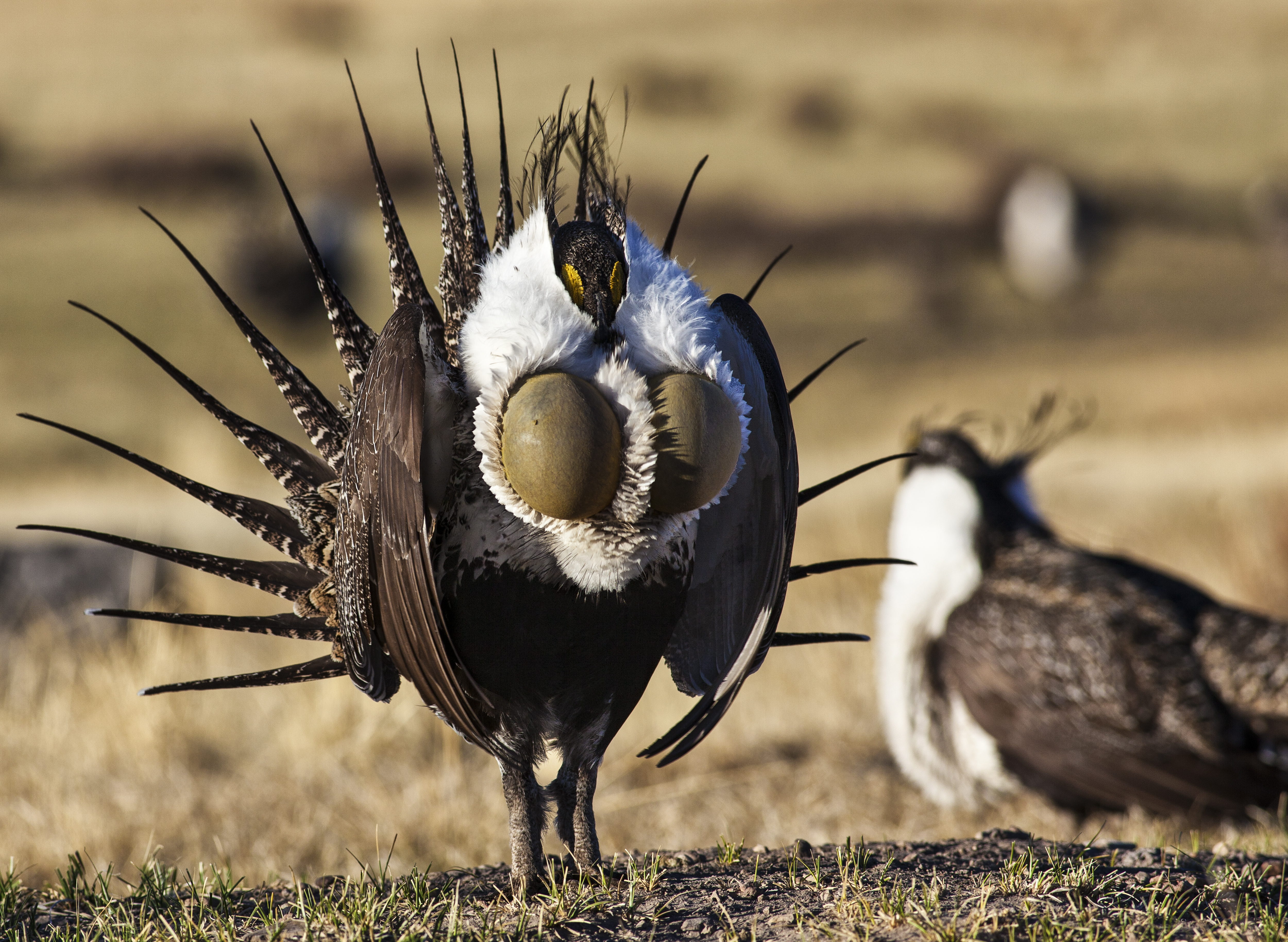
Un mascle amb els sacs gulars inflats

La qualitat de l'hàbitat de nidificació que envolta el lek és el factor més important per a l'èxit de la població. L'adequació de la coberta és fonamental per a la nidificació. Pot existir massa poc: on el 13% era la cobertura total mitjana de la corona a la serralada d'Idaho, els nius es van localitzar on la cobertura mitjana era del 17%. No hi ha gallines nidificades a les zones més àrides i obertes amb menys del 10% de coberta arbustiva total. També es pot produir massa: la cobertura arbustiva mitjana a 87 llocs de nidificació va ser del 18,4% i, a la coberta més densa, el gall de les artemises gran no va niar on la coberta arbustiva total era superior al 25%. A Utah, no hi va haver nius on la coberta d'artemisa de tres puntes superava el 35%.
L'artemisa forma la coberta de nidificació per a la majoria dels nius més grans dels galls de les artemises a l'oest, sent l'ocultació el requisit bàsic. El raspall de conill (Chrysothamnus spp.) s'utilitza ocasionalment per a la coberta de nidificació amb greix (Sarcobatus vermiculatus) i escates d'alga (Atriplex canescens) que s'utilitzen rarament.
Els galls de les artemises grossos més grans prefereixen una artemisa relativament alta amb un dosser obert per a la nidificació. A Utah, el 33% dels 161 nius es trobaven sota artemisa platejada que feia entre 36 i 64 cm d'alçada, mentre que les grans artemises de la mateixa alçada representaven el 24% dels nius.  En un hàbitat d'artemisa de tres puntes (A. tripartata) amb una mitjana de 8 polzades (20 cm) d'alçada, les gallines van seleccionar les plantes més altes per a la coberta de nidificació. De la mateixa manera, a Wyoming, el 92% dels nius a l'artemisa gran de Wyoming es trobaven en zones on la vegetació feia de 25 a 51 cm d'alçada i la coberta no superava el 50%.
A Montana, quan es van comparar les característiques d'artemisa al voltant de 31 nius reeixits i 10 sense èxit, els nius reeixits tenien una cobertura d'artemisa més gran que la mitjana al voltant del niu i es trobaven en rodals amb una coberta mitjana més alta (27%) que els nius sense èxit (20%). L'alçada mitjana de la coberta d'artemisa sobre tots els nius era de 15,9 polzades (40 cm) en comparació amb una alçada mitjana de 9,2 polzades (23 cm) a les zones adjacents.
Durant l'època de nidificació, els galls i les gallines sense nius utilitzen zones "relativament obertes" per alimentar-se i es posen en zones "denses" d'artemisa.

### Cria de cria
La mida de la posta oscil·la entre sis i vuit ous; el temps d'incubació és de 25 a 27 dies. Aparentment, els galls de les artemises gran tenen alts índexs de deserció i depredació de nius.  Les dades de diversos estudis sobre galls de les artemises indiquen un rang d'èxit de nidificació del 23,7 al 60,3%, amb la depredació que representa del 26 al 76% dels nius perduts.
Els pollets volen a les dues setmanes d'edat, encara que els seus moviments estan limitats fins a les dues o tres setmanes. Poden mantenir el vol entre cinc i sis setmanes d'edat. Els joves són relativament independents quan han completat la seva primera muda a les 10 a 12 setmanes d'edat.

## Depredadors
Es creu comunament que els depredadors redueixen les poblacions més grans del gall de les artemises i el més important és el moment de la mort. La pèrdua de nius pels depredadors és més important quan la producció potencial de cries i el reclutament es veuen greument afectats.  La manca d'una coberta adequada de nidificació i cria pot explicar les pèrdues de joves elevades a moltes regions. L'èxit del niu està relacionat amb la coberta herbàcia prop del lloc del niu. La coberta herbàcia més alta i densa aparentment redueix la depredació dels nius i probablement augmenta la supervivència primerenca de la cria. Encara que els depredadors eren el factor proper que va influir en la pèrdua de nius, la causa final pot estar relacionada amb la vegetació disponible per als galls nidificants. La vegetació alta i densa pot proporcionar barreres visuals, d'olor i físiques entre els depredadors i els nius d'ocells que nien a terra. Quantitats més grans tant d'herba alta com de coberta arbustiva d'alçada mitjana es van associar col·lectivament amb una menor probabilitat de depredació del niu. En una sèrie d'estudis de Nevada, es van dur a terme experiments de depredació de nius artificials. Els nius artificials van experimentar una mortalitat del 100% amb la pèrdua de 1.400 ous en 200 nius simulats en dues setmanes en un estudi, el 84% dels nius van ser destruïts en tres dies en un altre estudi, mentre que només el 3% dels nius es van destruir en 10 dies a una zona de cobertura significativament millor.
En general, la quantitat i la qualitat dels hàbitats utilitzats pel gall de les artemises gros controlen el grau de depredació. Per tant, s'espera que la depredació sigui més important a mesura que disminueix la mida de l'hàbitat i la coberta herbàcia dins de l'artemisa. Una disminució de les preses preferides també pot donar lloc a un augment de la depredació del gallo sàlvic. Al sud-est d'Oregon, una disminució del nombre de conills de cua negra (Lepus californicus) pot haver fet que els depredadors canviessin al gall de les artemises gros com a presa principal.
Les espècies depredadores inclouen coiots (Canis latrans),  linces (Lynx rufus), teixons americans (Taxidea taxus),  falcons (Falconidae),  i falcons i àguiles (Accipitridae sp.)  depredaran. adults i joves. Els corbs i corbs (Corvus sp.) i les garses (Pica sp.) consumeixen ocells joves. Coiots, esquirols terrestres (Sciuridaespp.), i els teixons són els depredadors de nius de mamífers més importants. Entre les espècies d'ocells, les garses i els corbs acostumen a depredar els nius del gall de les artemises gros.
El gall de les artemises gros és un ocell de caça popular. La mortalitat a causa de la caça es considera generalment compensatòria  i substitutiva, on fins que la mortalitat no arriba a un "valor llindar", no té cap efecte sobre els nivells de població. No hi ha dades disponibles que suggereixin que les temporades de caça tancades o restringides afectaran materialment els nivells generals de població a la seva distribució principal.
En un estudi sobre la caça en una població de gall de les artemises gros de baixa densitat a Nevada, les poblacions baixes poden ser el resultat de factors diferents de la caça. La protecció d'una població més gran de galls de les artemises de la caça mentre es doblava els ocells collits en un període de quatre anys en una altra població va demostrar que, malgrat el baix reclutament, ambdues poblacions augmentaven gairebé a la mateixa densitat. En un estudi d'Oregon, no es va trobar cap relació entre la taxa de reclutament d'estiu (pollets/adults) i la collita per part dels caçadors, ni es va trobar cap relació significativa entre la mida de la collita de tardor i les tendències de la població durant la primavera posterior.